# Jerusa Burmann Viecili
Jerusa Burmann Viecili é uma Procuradora da República do Ministério Público Federal (MPF) que ganhou notoriedade por integrar a força-tarefa do MPF na Operação Lava Jato, em Curitiba.
Formada em Direito em 2001 pela Universidade Federal de Santa Maria, se especializou em tutela dos interesses difusos, coletivos e individuais pela Universidade da Amazônia em 2007 e em Direito Processual Civil pela Pontifícia Universidade Católica de São Paulo em 2010.
É atuante no Núcleo do Controle da Administração da Procuradoria da República no Rio Grande do Sul (PRRS), é membro do Grupo de Controle Externo da Atividade Policial e coordenadora do Núcleo de Tutela Coletiva da mesma instituição.
É Coordenadora Estadual da Campanha "10 Medidas contra Corrupção" do MPF.
Em 27 de agosto de 2019 o portal The Intercept Brasil publicou diálogos entre Procuradores da República que zombavam da morte da esposa do ex-Presidente Luiz Inácio Lula da Silva, dentre eles Jerusa Viecili, que declarou no grupo privado "Preparem para nova novela ida ao velório".
Após a repercussão negativa, a Procuradora se desculpou ao ex-Presidente através do Twitter.

## Premiações

### Ajufe
Em 1º de junho de 2016, Jerusa e os demais procuradores da força-tarefa foram premiados na sede da Justiça Federal, durante a abertura do 1.°Fórum Nacional de Administração e Gestão Estratégica da Justiça Federal (Fonage), o Prêmio Ajufe: Boas Práticas de Gestão para a Eficiência da Justiça Federal.

### Global Investigations Review
Em 24 de setembro de 2015, Jerusa foi uma das procuradoras premiada pelo Global Investigations Review (GIR). O GIR é um portal de notícias consolidado no cenário internacional como um dos principais canais sobre investigações contra a corrupção e instituiu o prêmio para celebrar os investigadores e as práticas de combate à corrupção e compliance que mais impressionaram no último ano. Em seis categorias, foram reconhecidas práticas investigatórias respeitadas e admiradas em todo o mundo. A força-tarefa concorreu com investigações famosas como a do caso de corrupção na Fifa. Os países que disputaram o prêmio com o Brasil foram Estados Unidos, Noruega, Reino Unido e Romênia.

## Artigo de Periódico
VIECILI, Jerisa Burmann. Licenciamento ambiental e discricionariedade. Revista Jurídica do Ministério Público do Amazonas, Manaus, v.8, n.1, p. 131-153, jan./jun. 2007.